# Ricardo Gareca
Ricardo Alberto Gareca Nardi (ur. 10 lutego 1958 w Tapiales) – argentyński piłkarz, grający na pozycji napastnika, trener piłkarski.

## Kariera piłkarska

### Kariera klubowa
W 1978 rozpoczął karierę piłkarską w Boca Juniors. Potem występował w klubach Sarmiento, River Plate, América Cali, Vélez Sarsfield oraz Independiente, gdzie zakończył karierę w 1994 roku.

### Kariera reprezentacyjna
W 1981 roku zadebiutował w reprezentacji Argentyny w przegranym (1:2) meczu przeciwko Polsce. Wystąpił w reprezentacji swojego kraju 20 razy, strzelając 5 bramek.

## Kariera trenerska
Karierę szkoleniowca rozpoczął w 1996 roku. Trenował kluby Talleres, Independiente, Colón, Quilmes, Argentinos Juniors, América Cali, Independiente Santa Fe, Universitario, Vélez Sarsfield i SE Palmeiras.
2 marca 2015 stał na czele reprezentacji Peru.

## Sukcesy i odznaczenia

### Sukcesy piłkarskie
América de Cali
- mistrz Kolumbii (2): 1985, 1986

Independiente
- mistrz Argentyny (1): Clausura 1994
- zdobywca Supercopa Sudamericana (1): 1994

### Sukcesy trenerskie
Talleres
- mistrz Primera B Nacional (1): 1997/98
- zdobywca Copa CONMEBOL (1): 1999

Universitario de Deportes
- mistrz Peru (1): 2008 Apertura

Vélez Sarsfield
- mistrz Argentyny (3): 2009 Clausura, 2011 Clausura, 2012 Inicial